# Noémi Ferenczy
Noémi Ferenczy (Szentendre, 18 de junio de 1890-Budapest, 20 de diciembre de 1957) fue una artista húngara, conocida fundamentalmente por sus diseños de tapices. Tejió sus propios tapices y fue influenciada por el movimiento artístico Nagybánya.

## Biografía
Nació en Szentendre (Hungría), hermana melliza del escultor Béni Ferenczy. Ambos eran hijos de los artistas Károly Ferenczy y Olga Fialka. El Museo Ferenczy en Szentendre fue fundado para albergar obras de arte de la familia y de otros artistas. Noémi se convirtió en socialista, y esto se refleja en los temas políticos de algunos de sus trabajos.
Realizó acuarelas y bocetos que, en su mayoría, se convirtieron en diseños para tapices y alfombras. Además de desarrollar diseños para tapices estilo Gobelin, Noémi Ferenczy se ocupó de formar a otras personas, generando una moda por los tapices en Hungría durante las décadas de 1950 y 1960.
Murió en Budapest, a los 67 años, y está enterrada, junto con sus padres y su hermano Béni, en el cementerio de Kerepesi. 
Un retrato de Noémi y Béni a los dieciocho años, pintado por su padre, cuelga en la Galería Nacional de Hungría. El Premio Ferenczy Noemi es otorgado por el Ministerio de Patrimonio Cultural de Hungría.

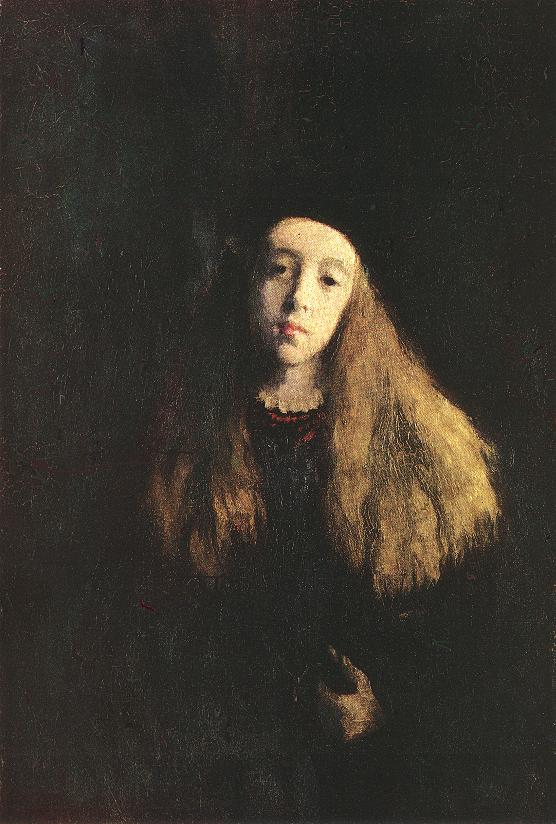
Un retrato de la joven Noémi Ferenczy realizado por su padre

## Obras
- "Albañiles"
- "Fabricante de tejas"
- "Huida a Egipto" (1916)[7]
- "Harangvirágok" (1921)
- "Nővérek" (1921)
- "Kertésznők" (1923)
- "Mujer que lleva maricas" (hacia 1925)[8]
- "Mujer tejedora" (c. 1930)[9]
- "Szövőnő" (1933)
- "Kőműves, Házépítő, Pék" (1933)
- "Mujer regando flores" (1934)
- "Hermandad" (c.1942)[10]